# Cadaqués
Cadaqués es una localidad y municipio español de la comarca del Alto Ampurdán, en la provincia de Gerona, comunidad autónoma de Cataluña.

## Geografía

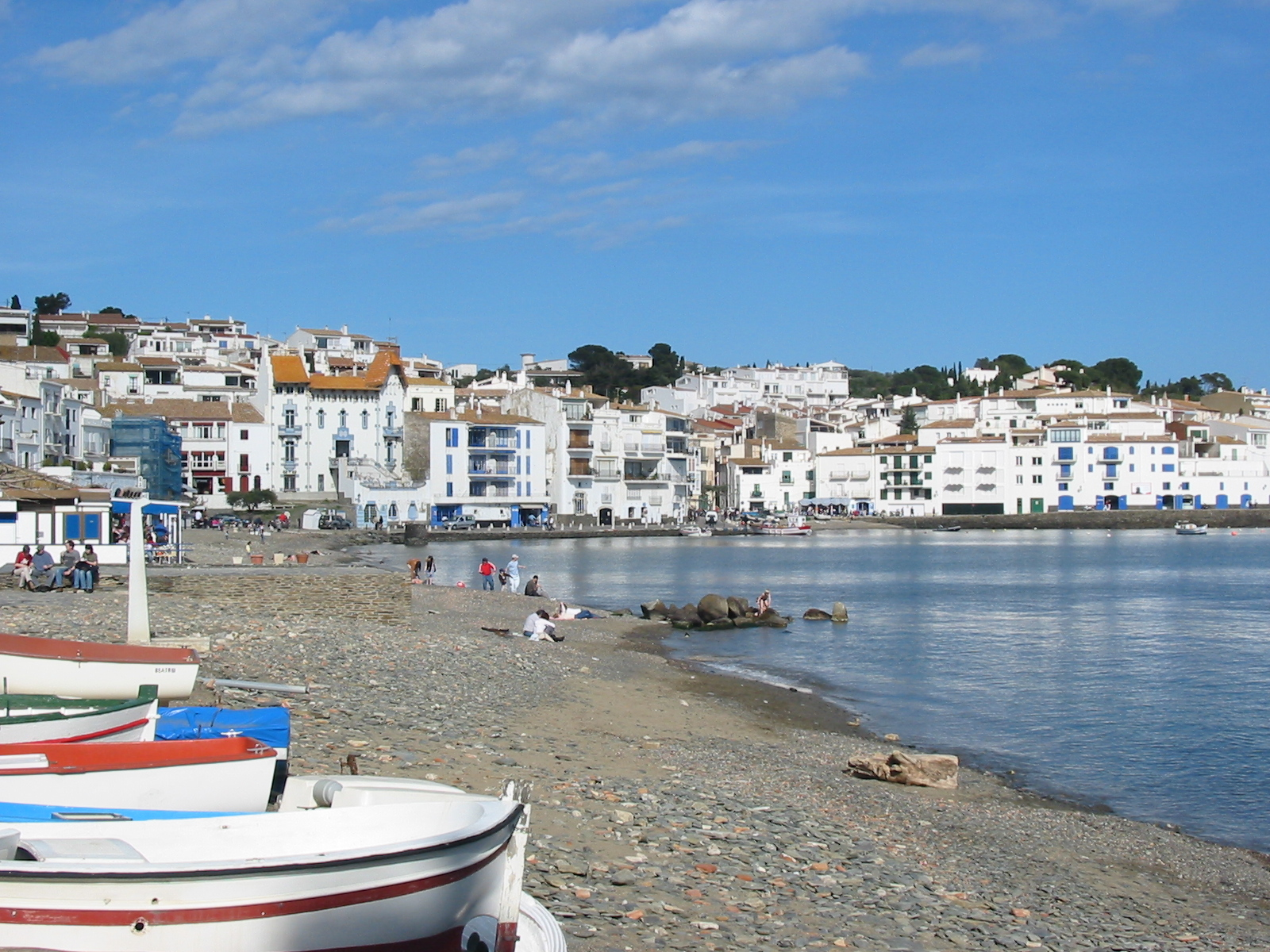
Playa de Cadaqués

Cadaqués es la localidad más oriental de la península ibérica. Su término municipal ocupa la mayor parte de la costa de levante del macizo del cabo de Creus. Aislado por la montaña del Puig de Paní y el Puig de Bufadors del resto del Ampurdán, el pueblo pesquero de Cadaqués vivió de cara al mar y prácticamente separado, por tierra, del resto del Ampurdán, hasta finales del siglo XIX.
Una serie de elementos geológicos, arquitectónicos y ambientales configuran la imagen característica de Cadaqués: la pizarra gris, los olivos, los matorrales verdes, las terrazas hechas con paredes secas de gran perfección y, sobre todo, las casas blancas. La villa de Cadaqués, ubicada en el fondo de la bahía del mismo nombre, se sitúa frente al mar y aislada del interior por la montaña del Pení y el monte de los Sopladores, que rodean el territorio. Desde es Baluard, la ciudad se abre a ambos lados, formando dos grandes curvas sobre la bahía, recorrida por la orilla. Estos sectores, al oeste (desde la mitad del Llané Grande) y al este (hasta la parte posterior de las casas de la calle Colón) de la antigua villa, quedan, junto con esta, también comprendidos dentro del ámbito del conjunto histórico.
El casco antiguo, que estuvo amurallado (aún se conserva el portal, encalado), ocupa una colina rocosa en cuya cima se levanta la característica y blanca iglesia de Santa María, y se extiende hasta el mar, hasta la cala del Llané Grande. Una serie de calles y callejones estrechos y empinados, empedrados con losas y piedras de pizarra, y plazoletas recogidas forman el conjunto arquitectónico del casco antiguo de Cadaqués.

## Historia
El origen del topónimo es Cap de Quers o Cap d'Aques que se traduce por Cabo de rocas.
Tradicionalmente dedicado a la pesca, se conocen Ordenanzas de pesca propias de Cadaqués desde el siglo XVI.
Fue ocupada por las tropas francesas en 1655, devuelta a la Corona española en 1659, mediante el Tratado de los Pirineos.
En el siglo XIX fueron famosas las industrias de salazones que, aunque hoy en día no tienen la importancia que tuvieron en el pasado, suponen una parte de la economía local no dedicada al turismo, destacando entre sus productos las anchoas de Cadaqués.
El prolongado aislamiento del pueblo hizo que el catalán que allí se habla, aunque con las particularidades típicas de la zona, sea un caso único de diferenciación, con libros publicados expresamente para tratar esta peculiar habla. También este aislamiento se convirtió en un factor de atracción para artistas y turistas. A principios del siglo XX comenzaron a llegar turistas que se fueron diseminando entre las diferentes zonas de más fácil acceso, mientras ignoraban sus parajes más recónditos y, como consecuencia, conservaron la virginidad urbanística. El cultivo de los olivos se abandonó con la helada de 1956, pero hoy en día múltiples olivares están siendo recuperados como parte de una economía sostenible, en el ámbito del parque natural del Cabo de Creus (que ocupa una parte importante del municipio) y como elemento de lucha contra los incendios, endémicos en esa zona.
Varias familias de Barcelona, Figueras, Gerona y otras ciudades cercanas veranean en Cadaqués desde hace muchos años, a partir de 1905.
A partir de 1958, Marcel Duchamp, el artista probablemente más influyente del siglo XX, fijó en Cadaqués su residencia veraniega. El pintor surrealista Salvador Dalí, cuya familia tenía en el pueblo la residencia veraniega, donde había estado de visita en su época de estudiante Federico García Lorca, volvió de Nueva York en 1948 y se instaló en Port Lligat una de las calas del término. También atrajo Cadaqués a celebridades tan destacadas como Eugenio D'Ors que escribió sobre sus estancias veraniegas en el pueblo, Pablo Picasso, Marcel Duchamp, Joan Miró, Richard Hamilton, Albert Ràfols-Casamada. Cadaqués ha atraído a muchos otros pintores cuya lista sería muy extensa, como Antoni Pitxot, Rafael Durancamps, Ramón Aguilar Moré, Joan Ponç, Josep Roca-Sastre, Gustavo Carbó Berthold, Shigeyoshi Koyama , Maurice Boitel, Josep i Ramón Moscardó, Mauricio Sbarbaro o Joan-Josep Tharrats.

Panorámica del pueblo

## Patrimonio

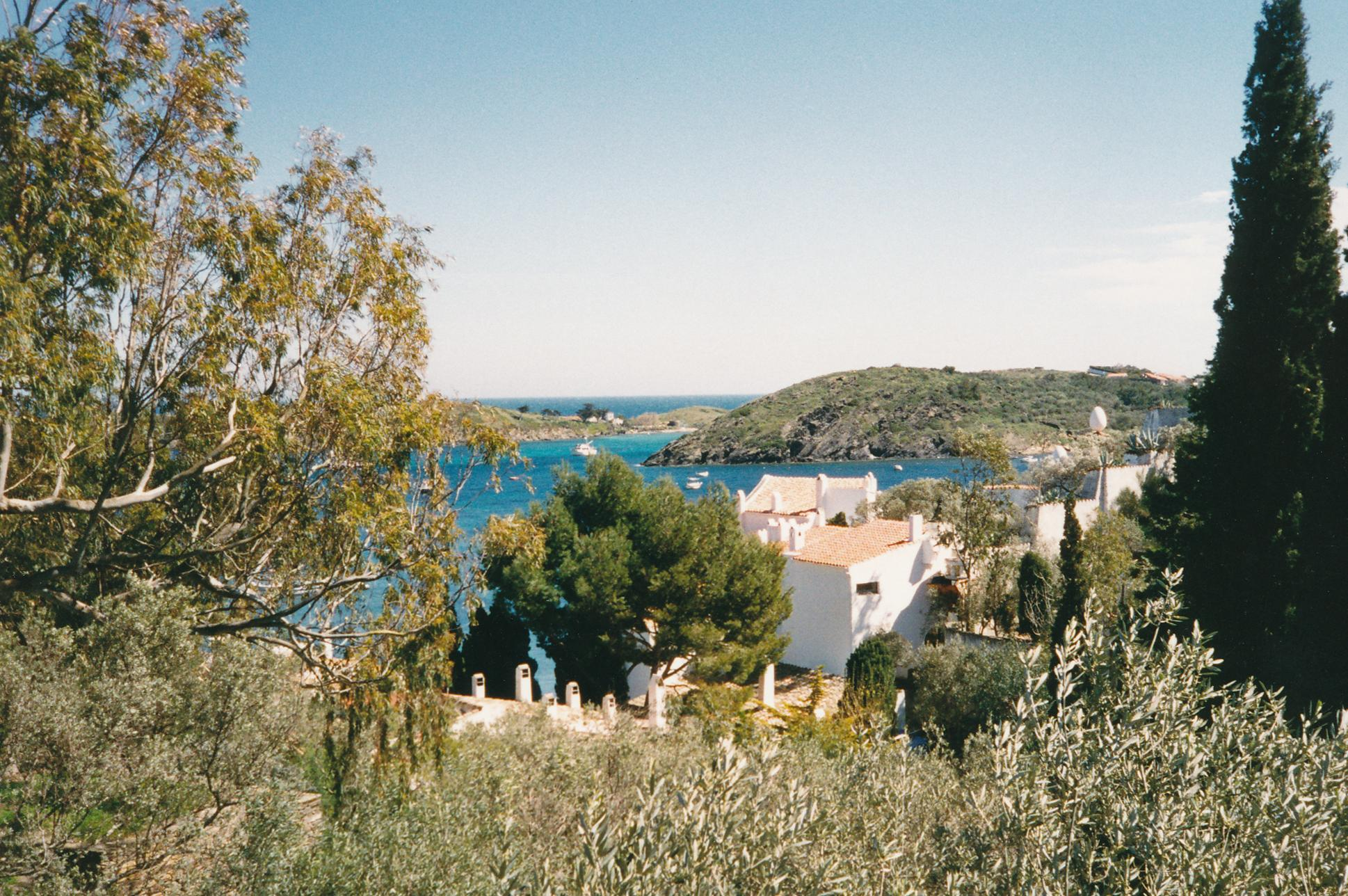
Casa Museo Dalí - más arriba de la bahía de Portlligat

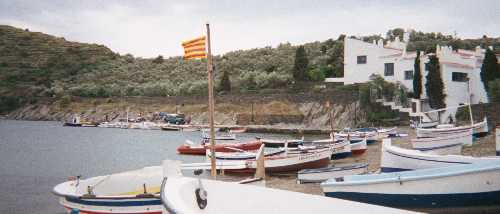
La bahía de Portlligat con la Casa Museo Dalí al fondo

- Casa Museo Salvador Dalí: La Casa Museo Salvador Dalí es uno de los lugares más visitados de Cadaqués, considerado de visita indispensable para conocer el universo del pintor. Se sitúa en la bahía de Portlligat, al norte de la población, rodeada del hermoso paisaje que cautivó al artista. Está formada por un conjunto de barracas de pescadores que fueron adquiridas por el pintor y su mujer, Gala, dándole una forma laberíntica. Fue abierta al público en el año 1997 y en su interior se exhiben recuerdos del pintor, su taller, la biblioteca, sus habitaciones, la zona del jardín y la piscina.
- Castillo de San Jaime: fortaleza declarada Bien cultural de interés nacional.
- Museo de Cadaqués: Museo municipal donde periódicamente se exhiben exposiciones dedicadas generalmente a la figura de Salvador Dalí.
- Casco antiguo e iglesia de Santa María: La iglesia de Santa María es la iglesia parroquial de Cadaqués. Fue construida en el siglo XVII en el centro de la población, en el punto más alto del núcleo antiguo, rodeada de las callejuelas que dan a Cadaqués su especial encanto. Es de estilo gótico y en su fachada, toda ella pintada de blanco, destaca el campanario, con base cuadrada y parte superior octogonal. Su retablo de estilo barroco, es de obligada visita. Es conocida también por albergar en su interior el Festival Internacional de Música de Cadaqués.
- Festival Internacional de Música de Cadaqués: El Festival Internacional de Música de Cadaqués es uno de los acontecimientos más importantes y representativos de la población. Sirve como punto de encuentro de afamados músicos, solistas, directores y compositores. Forma parte de la historia reciente de Cadaqués y, hasta su reformulación del 2008, se estructuró en conciertos de música clásica dentro de la iglesia y conciertos gratuitos repartidos por diversos puntos del pueblo en los que se podían escuchar variedades musicales.

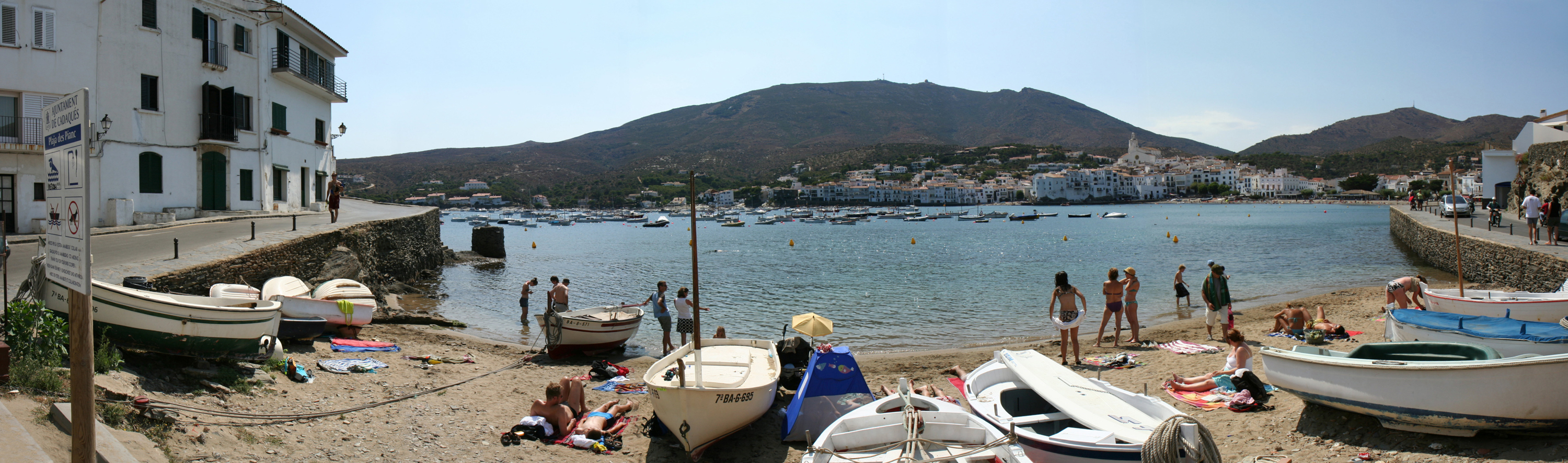
Panorámica de Cadaqués

- Parque natural del cabo de Creus: El cabo de Creus[8] es el punto más al este de la península ibérica, en la comarca del Alto Ampurdán, provincia de Gerona. Está declarado desde el año 1998 como parque natural, siendo el único en España con dos zonas, la marítima y la terrestre, y considerado como el área deshabitada más grande de la costa mediterránea española. Su superficie ronda las 14 000 hectáreas, de las que 11 000 son terrestres y 3000 marinas. La zona terrestre se extiende por las localidades de Cadaqués, Llansá, Palau Sabardera, Pau, Puerto de la Selva, Rosas, Selva de Mar y Vilajuiga. El parque natural comienza en Bol Nou, municipio de Puerto de la Selva, y termina en la punta de Falconera, antes de Rosas. Numerosas especies protegidas de plantas y animales únicas en el mundo habitan en todo el parque. Su costa de gran valor paisajístico, con impresionantes acantilados, escondidas calas y pequeñas islas, es conocida por los submarinistas como un paraíso subacuático por su espectacular riqueza submarina. En la punta del Cabo de Creus se encuentra el mítico Faro de Creus (término municipal de Cadaqués), lugar donde se rodó la película La luz del fin del mundo y donde actualmente se encuentra un museo de Geología y una oficina de Turismo donde se facilita la información para hacer recorridos a pie en el territorio del parque natural.

## Demografía
Cadaqués cuenta con una población de 2918 habitantes (INE 2024).

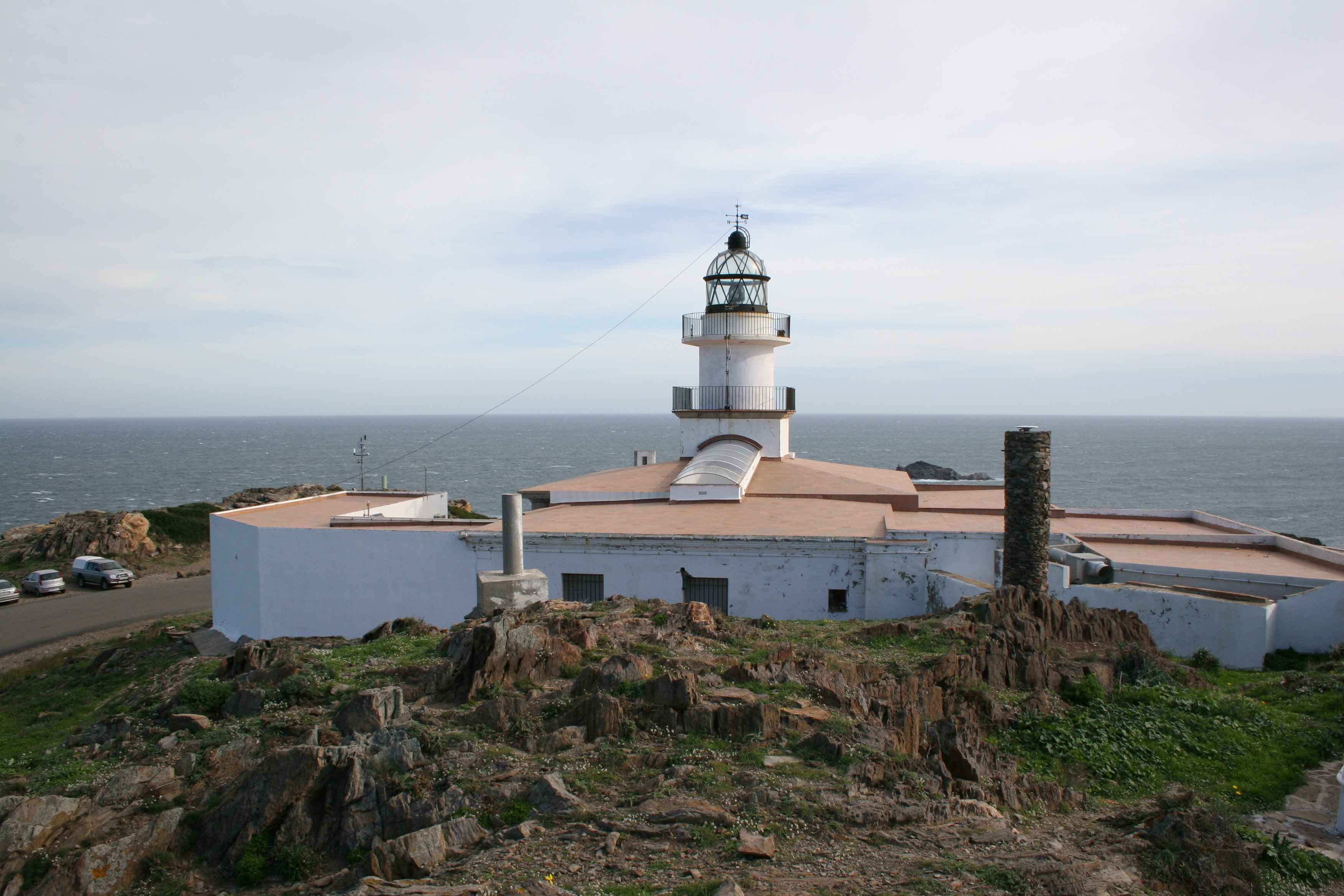
Faro de Cabo de Creus (museo/oficina turismo)

| Gráfica de evolución demográfica de Cadaqués entre 1842 y 2021                                                      |
| |
| Población de derecho según los censos de población del INE Población de hecho según los censos de población del INE |